# 베샤르주

베샤르주

베샤르주(아랍어: ولاية بشار)는 알제리 서부에 위치한 주로, 주도는 베샤르이며 면적은 161,400km2, 인구는 274,866명(2008년 기준)이다.